# Édouard Séguin
Édouard Séguin (Clamecy, 20 gennaio 1812 – New York, 28 ottobre 1880) è stato un medico francese ricordato per il suo lavoro con i bambini che hanno deficit cognitivi in Francia e negli Stati Uniti.

## Biografia
Ha studiato presso il Collège d'Auxerre e il Lycée Saint-Louis a Parigi e dal 1837 ha studiato e lavorato con Jean Marc Gaspard Itard un educatore di persone sordomute, compreso il celebre caso di Victor dell'Aveyron, famoso come "il ragazzo selvaggio". Fu Itard a convincere Séguin a dedicarsi allo studio delle cause, così come alla formazione, del ritardato mentale. Da giovane Séguin fu anche influenzato dalle idee di utopia socialista elaborate da Henri de Saint-Simon.
Verso il 1840 fondò la prima scuola privata di Parigi dedicata alla formazione dei disabili mentali, e nel 1846 pubblicò Traitement Moral, Hygiène, et Education des Idiots. Questo lavoro è considerato il primo libro di testo sistematico dedicato agli speciali bisogni dei bambini con disabilità mentale.
Dopo i moti europei del 1848, Séguin emigrò negli Stati Uniti, dove si stabilì in Ohio, esercitando la professione di medico. In seguito si  trasferì nello stato di New York. Nel 1863 si trasferì a New York dove si occupò di migliorare le condizioni di vita dei bambini portatori di handicap dell'asilo dell'Isola di Randall.
Negli Stati Uniti istituì un certo numero di scuole in diverse città per il trattamento delle disabilità mentali. Nel 1866 pubblicò "Idiocy: and its Treatment by the Physiological Method" in cui descrisse i metodi utilizzati nelle sue scuole. I programmi utilizzati nelle scuole di Séguin hanno sottolineato l'importanza dello sviluppo dell'autonomia e dell'indipendenza nei disabili mentali, dando loro una combinazione di attività fisiche e intellettuali.
Édouard Séguin divenne il primo presidente dell'"Associazione dei medici di fiducia delle istituzioni americane per le persone disabili e deboli di mente", che in seguito sarebbe stata conosciuta come l'associazione americana sul ritardo mentale. Il suo lavoro con i disabili psichici è stato una grande fonte di ispirazione per l'educatrice italiana Maria Montessori.
Nel 1870 Séguin pubblicò tre lavori nel campo della termometria: Thermometres physiologiques (Parigi, 1873); Tableaux de thermometrie mathematique (1873) e Medical Thermometry and Human Temperature (New York, 1876). Un segno medico, noto come "segno di Séguin", porta il suo nome, e descrive una contrazione muscolare involontaria prima di un attacco epilettico.

## Opere
- Traitement Moral, Hygiène et éducation des idiots et des autres enfants arriérés ..., Paris, Baillière, 1846.
- Idiocy: and its Treatment by the Physiological Method, New York, W. Wood & Co., 1866.
- New Facts and Remarks Concerning Idiocy: Being a Lecture Delivered before the New York Medical Journal Association, October 15, 1869, New York, Wood, 1870.
- Medical Thermometry, and Human Temperature, New York, 1871.
- Report on Education, Washington, Government Printing Office, 1875.
- Psycho-physiological Training of the Idiotic Hand, New York, G.P. Putnam's Sons, 1879.